# Katzenbacher Hof

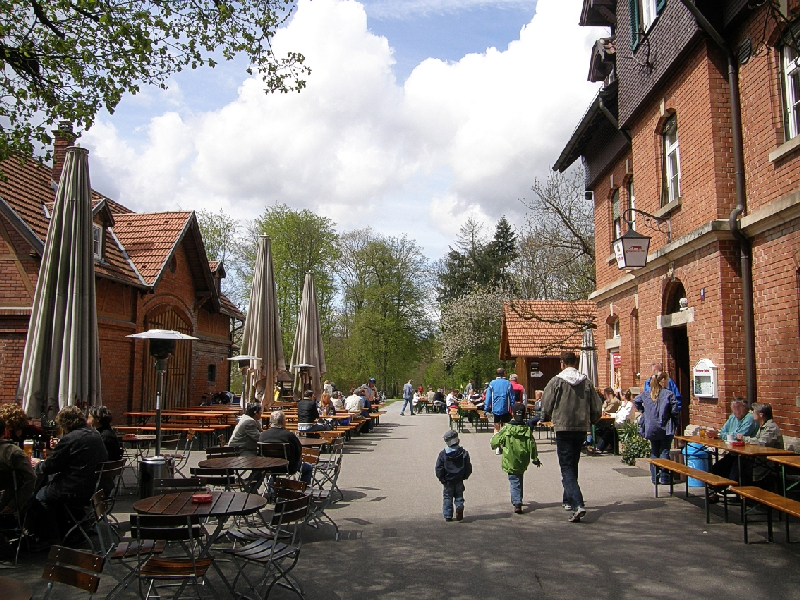
Katzenbacher Hof (2008)

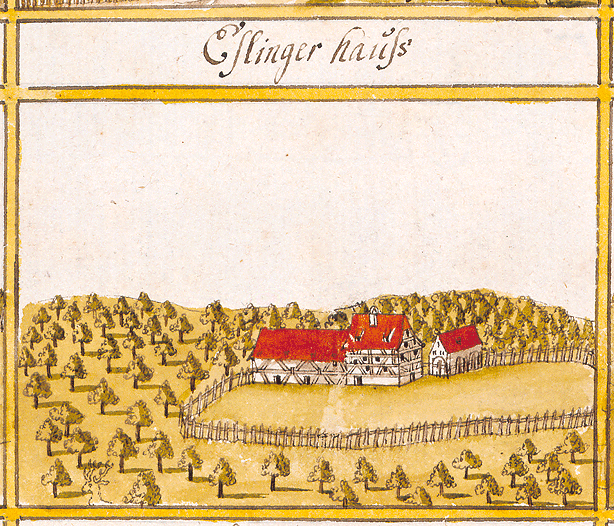
Katzenbacher Hof (1681)

Der Katzenbacher Hof ist ein bekanntes Ausflugslokal im Westen von Stuttgart-Vaihingen in der Nähe des Steinbachsees. Er ging aus einem Rinderhof hervor, der im Auftrag des „Spitals der Armen und Dürftigen zu Esslingen“ betrieben wurde. Zu Beginn des 19. Jahrhunderts wurde das Gebiet des Rinderhofs zum größten Teil wiederaufgeforstet. Der heutige Katzenbacher Hof wurde 1896 errichtet und steht heute unter Denkmalschutz.